# Roberto Santamaría Calavia
José Roberto Santamaría Calavia (Pamplona, 12 marzo 1962) è un ex calciatore spagnolo di ruolo portiere.

## Biografia
È lo zio del portiere Roberto Santamaría Ciprián.

## Carriera
Cresciuto nel settore giovanile dell'Osasuna, squadra di Pamplona, sua città natale, nella stagione 1985-1986 è in prestito al Lleida, in 2ª División B. Allenata da Jordi Gonzalvo Solà, l'Unió Esportiva Lleida arriva al quarto posto in campionato.
Tornato all'Osasuna, Santamaría  debutta nella Liga spagnola l'8 novembre 1986 contro il Betis Siviglia, entrando nel finale di gara al posto dell'espulso Javier Vicuña. Successivamente si afferma come portiere titolare del club di Pamplona fino al 1995. Chiude la carriera al Málaga nel 1997.